# Marie Béatrice Umutesi
Marie Béatrice Umutesi (Byumba, 1959) és una escriptora ruandesa en francès.
Va estudiar sociologia i passà a treballar en el desenvolupament rural. Considerada una hutu "moderada", va ser obligat a fugir a Kivu a la República Democràtica del Congo. En 1996, els camps de refugiats van ser atacats pel Front Patriòtic Ruandès (actual partit polític governamental a Ruanda, liderat pel president Paul Kagame) i es va veure obligada a fugir de nou. Umutesi es va establir a Bèlgica en 1998.
Va escriure un relat sobre les seves experiències a Fuir ou mourir au Zaire. Le vécu d'une réfugiée Rwandaise (Fugir o morir al Zaire. L'experiència d'una refugiada ruandesa).
En 2006 va escriure l'article Is Reconciliation between Hutus and Tutsis Possible? for the Journal of International Affairs.